# Premis AACTA
Els Premis de l'Acadèmia Australiana de Cinema i Televisió, també coneguts com els Premis AACTA (per les seves sigles en anglès), són una gala de premis anuals atorgats per l'Acadèmia Australiana de Cinema i Televisió on es reconeix l'excel·lència professional en la indústria cinematogràfica i televisiva, inclosos productors, directors, actors, escriptors i cineastes. És la cerimònia de premis més prestigiosa de la indústria cinematogràfica i televisiva australiana, considerats com la contrapart australiana dels Premis Oscar nord-americans o els Premis de l'Acadèmia Britànica.
Els premis abans coneguts com els Premis de l'Institut de Cinema Australià o Premis AFI (per les seves sigles en anglès), es van iniciar el 1958 amb 30 nominats en sis categories. El 1986 van incloure els premis a la indústria televisiva.
El 2011, els Premis AFI es van convertir en els Premis AACTA i es realitzen a l'Òpera de Sydney a Sidney, Austràlia. A partir del 27 de gener del 2012 es van començar a lliurar premis internacionals cada gener a Los Angeles.

## Història

### 1958–2010: Premis AFI
Els premis van ser presentats anualment per l'Institut de Cinema Australià (AFI, per les seves sigles en anglès) com els Premis de l'Institut de Cinema Australià o Premis AFI, per "reconèixer i honrar assoliments excel·lents en la indústria del cinema i la televisió australiana." Van ser constituïts el 1958 "com una manera de millorar el pobre estat del cinema australià" i com a part del Festival Internacional de Cinema de Melbourne fins a 1972. La primera cerimònia de premis va consistir en set categories: Documental, Educatiu, Promocional, Experimental, Relacions Públiques i Categoria Oberta, per a les pel·lícules que no entraven en cap d'elles. Entre 1958 i 1980, les pel·lícules participants eren premiades amb or, plata i bronze, i en algunes circumstàncies amb el premi Grand Prix, que era el més alt honor que una pel·lícula podia rebre. Addicionalment, les pel·lícules eren reconegudes pels aspectes tècnics, igual que s'atorgaven esments honorífics als films que no havien estat premiats. Des de la seva creació el 1968, les cintes documentals i educatives eren les úniques que rebien premis a causa de la poca quantitat de pel·lícules produïdes a Austràlia, fins que el 1969, Jack and Jill: A Postscript es va convertir en la primera cinta que va rebre un premi de l'AFI, en guanyar el premi de plata en la categoria oberta a més de ser considerat com a guanyador en la categoria de millor pel·lícula. Fins a 1970, els premis eren lliurats reconeixent la pel·lícula o la producció sense considerar els mèrits individuals dels creadors, equips de producció o actors; no obstant això el 1971, es van lliurar premis especials on es van introduir reconeixements als actors, directors, escriptors, músics, editors i cinematògrafs que van participar en llargmetratges. Posteriorment, a partir de 1975, es van lliurar premis monetaris a més del reconeixement. El 1977 es van atorgar guardons únics en les categories de llargmetratges, mentre que a les produccions de menor durada se'ls va seguir lliurant reconeixements d'or, plata i bronze, fins que el 1981 també es van donar premis a un sol guanyador. El 1976 per primera vegada es va transmetre en viu per televisió al canal Nine Network des de l'Hotel Hilton de Melbourne. El 1986 es van introduir categories de televisió lliurant premis a mini-sèries i pel·lícules per a televisió, finalment els 90 es van lliurar a programes de drama, comèdia i documentals.

### 2011–present: Premis AACTA

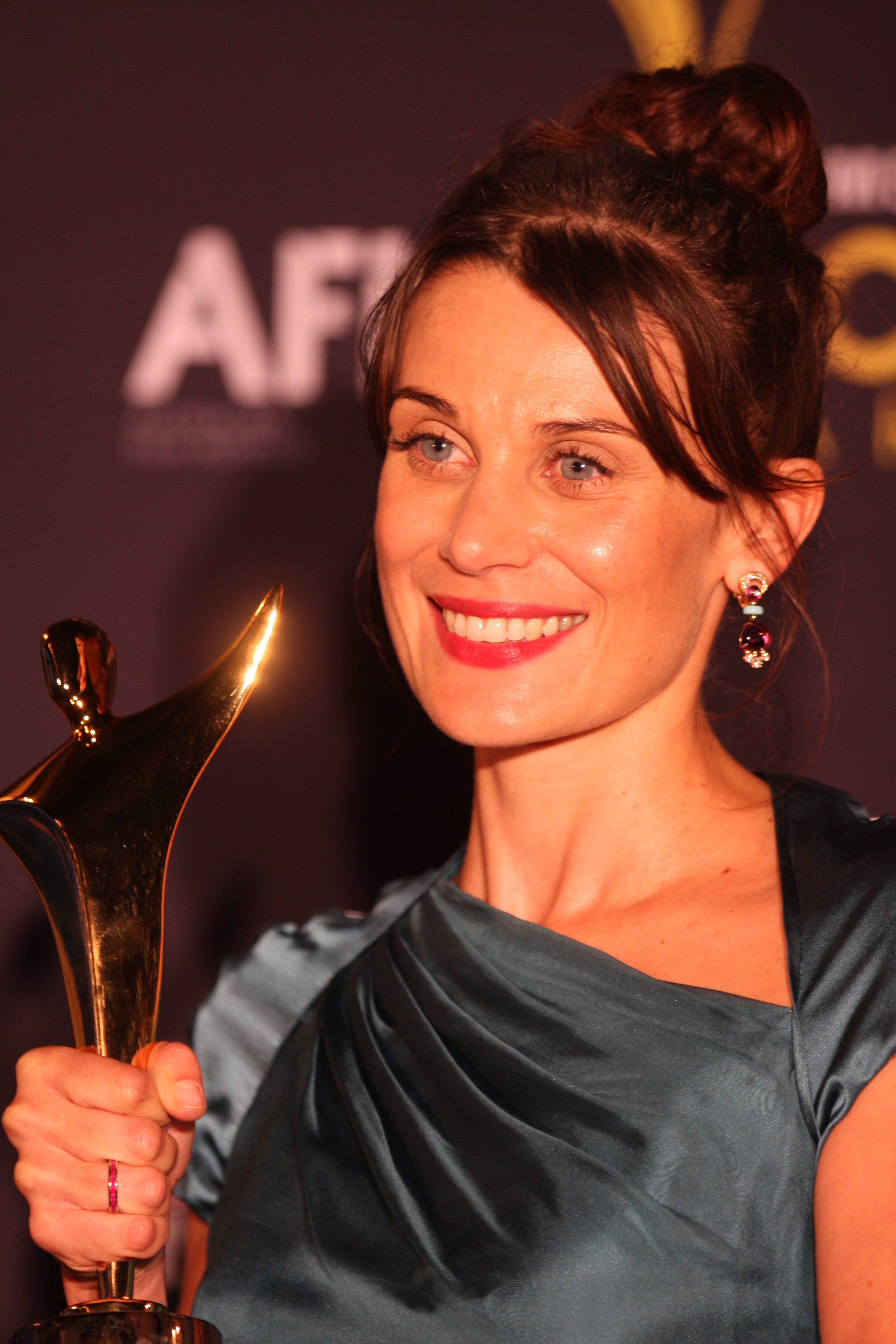
L'actriu Diana Glenn amb un Premi AACTA el 2012.

El juny de 2011, AFI va anunciar una junta per formar una "Acadèmia Australiana" amb l'objectiu de crear consciència sobre el mercat local i internacional del cinema australià i millorar la manera en què l'AFI triava als guanyadors amb la creació d'un "Consell Honorari". Després de l'anunci, Damian Trewhella CEO d'AFI, declara: "Nosaltres pensem que una millor manera d'involucrar-se amb la indústria, seria tractar de millorar la nostra estructura amb membres professionals[…] és molt important millorar la manera en què AFI fa les coses". El període de consulta va acabar al juliol del 2011 i el 20 de juliol va ser anunciat que l'AFI seguiria amb el pla d'una Acadèmia Australiana on Trewhella va afirmar que "creiem que això generarà grans oportunitats pels quals treballen en la indústria, a més d'un més gran reconeixement i connexió de l'audiència amb el contingut australià." Va ser fins al 18 d'agost del mateix any quan es va anunciar que el nou nom d'AFI seria Acadèmia Australiana de Cinema i Televisió (AACTA, per les seves sigles en anglès) i, per tant, els Premis AFI es convertirien en Premis AACTA. Després de l'anunci, els premis van canviar la data de la seva realització a gener del 2012 per alinear-se amb la temporada internacional de premis i al seu torn van canviar la localització a l'Òpera de Sydney a Sydney. D'igual manera per a aquest lliurament es van implementar premis per "reconèixer l'excel·lència internacional en categories de millor pel·lícula, actor, guió i director".
El 23 de novembre de 2011 es va lliurar per primera vegada el Premi Longford Lyell, durant l'esmorzar d'inauguració dels premis d'aquell any, a Don McAlpine per la seva contribució a la indústria cinematogràfica.

## Regles i vots
Per ser elegible a una nominació és necessari complir amb certs criteris: La producció, ja sigui televisiva o cinematogràfica, ha de ser d'origen australià; en el cas de pel·lícules, no ha d'haver participat en edicions anteriors; el material ha d'enviar-se a l'AFI en DVD o en qualsevol format de vídeo; per a llargmetratges, aquests han d'haver estat exhibits set dies consecutius en almenys dos estats d'Austràlia; per a televisió i documentals, la producció ha de ser transmesa per televisió durant el període de selecció. A més per a la inscripció de produccions han de pagar una quota en dòlars australians de fins a $1680 per a llargmetratges, $400 per a documentals, $330 per a curtmetratges i animacions, i $1125 per a categories de televisió.
En la creació dels premis, el jurat estava format per 5 jutges, crítics de cinema i cineastes, que determinaven al guanyador. El 1976, el jurat va ser substituït per un procés de votació, que en el cas de llargmetratges, el públic podia votar en la categoria de millor pel·lícula. Els nominats i guanyadors eren designats per votació d'un jurat format per representants de la indústria i membres dels gremis que eren "membres professionals" de l'AFI.
Amb el llançament de l'Acadèmia Australiana de Cinema i Televisió es van introduir "The fifteen Chapters", que consistia en que professionals de les diferents especialitats cinematogràfiques, inclosos actors, productors, directors i guionistes, votaven en un procés de dues rondes. La primera ronda era la votació de llargmetratges, i cada "Chapter" determinava als nominats segons la seva respectiva àrea. En la segona ronda tots els membres de l'acadèmia voten de la llista de nominats segons la seva categoria per determinar al guanyador. Els membres de l'Institut Australià de Cinema únicament són elegibles per ser nominats en les categories de millor curtmetratge de ficció, millor curtmetratge animat i triades del públic.
Des de 2011 les votacions són auditades per la signatura Ernst and Young.

## Estatueta

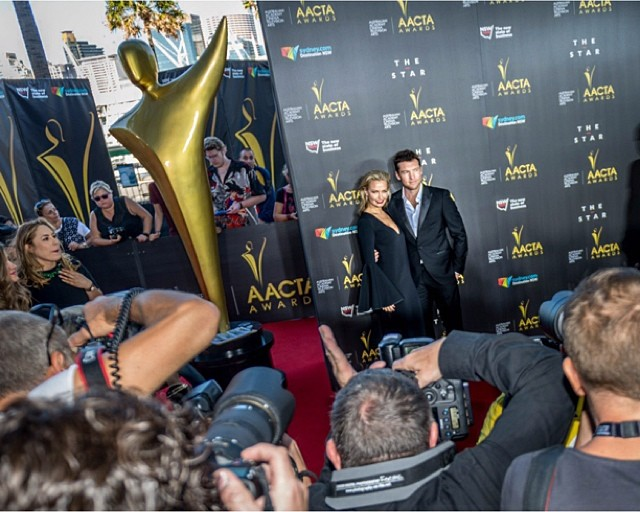
Estatueta dels premis AACTA el 2014.

A través de la història dels premis han existit diversos dissenys de les estatuetes que es lliuraven als guanyadors. Els més notables van ser: "premi Kodak film", que es va lliurar en or, plata i bronze de 1958 a 1975; el premi "Grand Prix", compost per una fulla de bronze muntada en un pedestal de fusta, el qual també va ser lliurat entre els anys 1958 i 1975; entre 1979 i 2010 es va lliurar una estatueta feta d'acrílic en una base de metall; finalment, la estatueta dels Premis AACTA que es lliura des de 2012, és daurada i està basada en la constel·lació Southern Cross.
Les medalles d'or, plata i bronze que es lliuraven pel premi "The Kodak Film" entre 1958 i 1975 van ser dissenyades per Andor Mészáros, i consistien en tres arlequins ballarins juntament amb una cinta de pel·lícula, en una cara i per l'altre costat la llegenda "THE KODAK FILM AWARD". Aquesta representava dos elements del rodatge: els arlequins que representaven el que l'audiència veu en la pantalla i la cinta de cinema que captura les accions representades. Va ser dissenyada a Melbourne, Victoria i encunyada per John Pinchas a Londres el 1958.
L'estatueta utilitzada entre 1979 i 2010 estava feta de quatre prismes rectangulars d'acrílic sobre una base metàl·lica. La base contenia una placa amb la insígnia i la llegenda de l'Institut de Cinema Australià, juntament amb la descripció de la categoria del premi i el nom de la pel·lícula guanyadora. L'estatueta mesurava 29.5 centímetres d'alt per 7 centímetres d'ample i 7 de profunditat.
L'estatueta creada després de la institució de l'Acadèmia Australiana de Cinema i Televisió va ser lliurada per primera vegada en l'edició inaugural dels Premis AACTA. Es buscava que el disseny "representés el prestigi i l'herència dels premis[…] però sobretot el seu origen australià", a més incorporar la constel·lació Southern Cross i reflectir l'esperit humà; per la qual cosa van realitzar un concurs entre els artistes australians per triar el disseny de l'estatueta. Ron Gomboc va resultar el guanyador amb una estatueta d'or de 22 quirats que representa la silueta d'un home formant la creu de la constel·lació Southern Cross sobre una base d'Ull de tigre. Va ser dissenyada a la casa de Gomboc a Austràlia Occidental durant tres mesos, abans de la presentació de l'AACTA al juny del 2011. Gamboc va treballar amb l'artista de pedra, Richard Williamson, que va tallar la pedra preciosa per a cada base de les estatuetes.
Quan l'estatueta va ser presentada per Geoffrey Rush en el llançament de l'Acadèmia, es va anunciar una campanya perquè l'audiència decidís el nom del premi mitjançant un concurs en el qual els usuaris publicaven els possibles noms en el mur de Facebook de l'AACTA. El premi va ser ben rebut pels mitjans, Gary Maddox del Sydney Morning Herald ho va comparar amb el premi anterior, dient que "ja no sembla un simple topall de porta i ara es veu més com un Oscar estilitzat, possiblement un extravagant germà de l'Oscar, dient "hola". L'estatueta del Premi AACTA és propietat de l'Institut de Cinema Australià, i ha de romandre amb el guanyador, els seus hereus i descendents. No pot ser venut a una tercera persona, si això passa, l'Acadèmia té el dret de recomprar-lo per un dòlar australià. No obstant això, el guanyador pot transferir-lo a un museu, galeria o qualsevol organització sense finalitats de lucre a discreció de l'AFI.

## Cerimònia
El lliurament de premis va ser dirigida per primera vegada el 1958 durant el Festival de Cinema de Melbourne en el Teatre Unió de la Universitat de Melbourne. Des de la seva creació, les gales han estat realitzades en la seva majoria a la ciutat de Melbourne, no obstant això els esdeveniments han estat alternats amb Sidney durant les dècades dels 90 i 2000. Els premis han estat lliurats en dos diferents esdeveniments; durant l'Esmorzar dels Premis AACTA, un esdeveniment de gala on es lliuren els premis a curtmetratges, cintes no cinematogràfiques, llargmetratges (amb l'excepció de premis a millor pel·lícula, director, i guió), programes de televisió no relacionats amb el drama i el Premi Longford Lyell; i durant la Cerimònia dels Premis AACTA, on es lliuren els premis en la resta de les categories i a més és transmès per televisió. Les cerimònies de premis són realitzades cada any en els mesos de novembre i desembre per celebrar els assoliments cinematogràfics corresponents a aquest any, a partir de 2012 els premis es van canviar al gener per premiar a les pel·lícules de l'any anterior.

## Guanyadors dels Premis AACTA
| Any  | Cerimònia          | Presentador        | Millor pel·lícula              | Millor pel·lícula internacional           | Millor Sèrie de Drama de TV | Millor documental                   | Premi Longford Lyell |
| ---- | ------------------ | ------------------ | ------------------------------ | ----------------------------------------- | --------------------------- | ----------------------------------- | -------------------- |
| 2012 | 1ª Edició          | Russell Crowe      | Red Dog                        | The Artist                                | East West 101               | Mrs Carey's Concert                 | Don McAlpine         |
| 2013 | 2ª Edició          | Russell Crowe      | The Sapphires                  | La part positiva de les coses             | Puberty Blues               | Storm Surfers 3D                    | Al Clark             |
| 2014 | 3ª Edició          | Shane Bourne       | The Great Gatsby               | Gravity                                   | Redfern Now                 | Red Obsession                       | Jacki Weaver         |
| 2015 | 4ª Edició          | Cate Blanchett     | The Babadook The Water Diviner | Birdman                                   | The Code                    | Ukraine is Not a Brothel            | Andrew Knight        |
| 2015 | 5ª Edició          | Deborah Mailman    | Mad Max: fúria a la carretera  | Mad Max: fúria a la carretera             | Glitch                      | That Sugar Film                     | Cate Blanchett       |
| 2016 | 6ª Edició          | Sense presentador  | Hacksaw Ridge                  | La La Land                                | Wentworth                   | Chasing Asylum                      | Paul Hogan           |
| 2017 | 7ª Edició          | Sense presentador  | Lion                           | Three Billboards Outside Ebbing, Missouri | Top Of The Lake: China Girl | Casting JonBenét                    | Phillip Noyce        |
| 2018 | 8ª Edició          | Stephen Curry      | Sweet Country                  | Roma                                      | Mystery Road                | Gurrumul                            | Bryan Brown          |
| 2019 | 9ª Edició          | Shane Jacobson     | The Nightingale                | Paràsits                                  | Total Control               | The Australian Dream                | Sam Neill            |
| 2020 | 10ª Edició         | Susie Youssef      | Babyteeth                      | Promising Young Woman                     | Mystery Road                | Firestarter – The Story of Bangarra | No es va entregar.   |
| 2021 | 11ª Edició         | Sense presentador  | Nitram                         | The Power of the Dog                      | The Newsreader              | My Name Is Gulpilil                 | David Gulpilil       |
| 2022 | 12ª Edició         | Amanda Keller      | Elvis                          | Avatar: El sentit de l'aigua              | Mistery Road: Origin        | River                               | Catherine Martin     |
| 2023 | No es va celebrar. | No es va celebrar. | No es va celebrar.             | No es va celebrar.                        | No es va celebrar.          | No es va celebrar.                  | No es va celebrar.   |
| 2024 | 13ª Edició         | Rebel Wilson       | Parla amb mi                   | Barbie                                    | The Newsreader              | John Farnham: Finding the Voice     | No es va entregar.   |
| 2025 | 14ª Edició         | Russell Crowe      |                                |                                           |                             |                                     |                      |

## Presentador / cobertura televisiva
- 1997: Presentat per Hugh Jackman
- 1998: Presentat per Mary Coustas
- 1999–2000: Presentat per Peter Kay
- 2001: Presentat per Sigrid Thornton, John Doyle i Greig Pickhaver
- 2002: Presentat per Paul McDermott
- 2003: Presentat per Tony Squires
- 2004: Presentat per Peter Berner
- 2005: Presentat per Russell Crowe
- 2006–2007: Presentat per Geoffrey Rush
- 2008: Presentat per Stephen Curri
- 2009: Presentat per Julia Zemiro
- 2010: Presentat per Shane Jacobson
- 2011: Presentat per Geoffrey Rush, Rachael Taylor, Richard Wilkins i Julia Morris
- 2012: Presentat per Russell Crowe
- 2013: Presentat per Russell Crowe
- 2014: Presentat per Shane Bourne
- 2015: Presentat per Cati Blanchett, Deborah Mailman

Els premis han estat televisats a Nine Network cada any entre 2005 i 2012, a partir d'aquell any va ser transmès per Network Ten.

## Crítiques i controvèrsies
Han existit decisions controvertides dels Premis AFI que han provocat crítiques per trencar les seves pròpies regles. El 2005, ho van fer en incloure una mini sèrie entre els nominats sense que aquesta fos transmesa per televisió: 

Aquesta situació va ser un dur cop per a l'institut, ja que just aquell any va renovar els premis com un esforç de restaurar la seva credibilitat. El productor John Edwards, que va rebre set nominacions per Love My Way, no va participar en la sèrie dramàtica, The Surgeon, perquè va perdre la data límit de transmissió, i va declarar: "Si hagués sabut que això era flexible, clar que hagués entrat[…] els premis són inútils, si ells trenquen les seves pròpies regles". 
L'AFI ha estat criticada per la seva reduïda selecció d'artistes nominats i el seu procés d'avaluació injust. D'igual manera ha estat controvertida l'exclusió i inclusió de pel·lícules que tècnicament són produccions australianes però són realitzades fora del país amb finançament o talent estranger. Per exemple:
- La producció australiana, Disgrace del 2008, basada en el llibre del novel·lista australià d'origen sud-africà J. M. Coetzee, dirigida i editada pel matrimoni australià d'Anna Maria Monticelli i Steve Jacobs; i dirigida a Sud-àfrica amb elenc internacional. Va rebre bones reaccions per crítics com Eddie Cockrell i Lynden Barber, pel comentarista Charles Waterstreet, entre d'altres. No va rebre el suficient reconeixement per part de l'Acadèmia.[51]
- Al contrari, la pel·lícula del director australià Baz Luhrmann,The Great Gatsby, va rebre el premi a la millor pel·lícula i Leonardo DiCaprio va rebre el premi al millor actor. Cosa que va generar una gran controvèrsia perquè malgrat ser fins a cert punt una producció australiana, va ser percebuda com una cinta molt americana. Luhrmann va destacar que – encara que la pel·lícula va ser finançada per un important estudi cinematogràfic nord-americà i basada en una novel·la nord-americana clàssica, The Great Gatsby complia amb els criteris d'una producció australiana.[52]